# Sackwald
Der Sackwald ist ein bis 374 m ü. NN hoher Höhenzug des Niedersächsischen Berglands im Landkreis Hildesheim in Deutschland.
Benannt ist der Sackwald nach dem Alfelder Ortsteil Sack.
Zusammen mit den Sieben Bergen und den Vorbergen gehört der Sackwald zur geologischen Struktur der Sackmulde.

## Geographie
Der Sackwald liegt am östlichen Rand des Leineberglands im Niedersächsischen Bergland. Er befindet sich zwischen Alfeld an der Leine im Nordwesten und dem etwas entfernten Bad Gandersheim im Südosten.
Umgeben ist der Sackwald von den Höhenzügen Vorberge im Norden, den südöstlichen Ausläufern des Hildesheimer Waldes im Nord-Nordosten, Sauberge im Nordosten, Harplage im Ost-Nordosten, Heber im Osten, Helleberg im Süden und Südwesten, Selter (jenseits des Leinetals) im Südwesten und Sieben Berge im Nordwesten. In den zuletzt genannten Höhenzug gehen sie topografisch betrachtet nahtlos über. Innerhalb und am Rand des Sackwalds entspringen mehrere Bäche, deren Wasser früher oder später in die westlich verlaufende Leine oder die nordöstlich fließende Innerste münden; somit liegt der Höhenzug auf der Wasserscheide zwischen den beiden Flüssen.
Der unbesiedelte Sackwald ist von mehreren Forst- und Wanderwegen durchzogen. Dazu gehören der durch das Waldgebiet führende Rennstieg und der „Historische Lehrpfad Hohe Schanze“. Zu erreichen ist der Höhenzug über von den Bundesstraßen 3 und 64 abzweigende, meist kurvenreiche und das Waldgebiet umrundende Landesstraßen, die beispielsweise Alfeld, Freden und Lamspringe miteinander verbinden.

### Erhebungen
Zu den Erhebungen des Sackwalds gehören (Höhe in Meter über Normalnull):
- Ahrensberg (374 m) – südwestlich von Woltershausen bzw. nordöstlich von Everode
- Paradiesgarten (336 m) – nördlich von Everode
- Teufelskirche (330 m) – nördlich von Everode
- Saurenberg (321 m) – nordnordwestlich von Everode
- Hohe Schanze (326 m) – östlich von Winzenburg, Standort der Ruine einer fränkischen Missionsstation
- Gehlenberg (ca. 315 m) – westsüdwestlich von Lamspringe
- Hainholzberg (ca. 300 m) – südwestlich von Adenstedt an Nahtstelle zu Vorbergen
- Kratzberg (ca. 300 m) – nördlich von Alfeld-Hörsum
- Menteberg (300 m) – östlich von Alfeld
- Rüstiberg (288 m) – östlich von Everode
- Mullenberg (278 m) – nördlich von Everode
- Winzenberg (272 m) – nordöstlich von Winzenburg, Standort der Burg Winzenburg
- Buchenberg (270 m) – nordnordwestlich von Everode
- Feldberg (267 m) – westsüdwestlich von Lamspringe
- Horstberg (ca. 250 m) – ostsüdöstlich von Alfeld-Hörsum
- Tiebenberg (ca. 240 m) – nördlich von Winzenburg, Standort des Kulturdenkmals Tiebenburg

### Fließgewässer
Zu den Fließgewässern im und am Sackwald gehören:
- Gande, entspringt im Südostteil des Sackwalds, östlicher Zufluss der Leine
- Leine, passiert den Sackwald wenige Kilometer entfernt im Südwesten, südlicher Zufluss der Aller
- Riehe, entspringt im Südostteil des Sackwalds, südwestlicher Zufluss der Lamme
- Winzenburger Bach, entspringt im Südteil des Sackwalds, östlicher Zufluss der Leine

### Ortschaften
Zu den Ortschaften am Rand des Sackwalds gehören:
- Adenstedt im Einzugsgebiet der Riehe, nordnordöstlich des Sackwalds
- Alfeld an der Leine, nordwestlich des Sackwalds
- Bad Gandersheim an der Gande, ein paar Kilometer südöstlich des Sackwalds
- Everode im Einzugsgebiet der Leine, westlich des Sackwalds
- Freden an der Leine, südsüdwestlich des Sackwalds
- Lamspringe an der Lamme, östlich des Sackwalds
- Winzenburg am Winzenburger Bach, südlich des Sackwalds
- Woltershausen im Einzugsgebiet der Riehe, östlich des Sackwalds

## Sehenswertes
Zu den Sehenswürdigkeiten des Sackwalds gehören neben der hiesigen Waldlandschaft die Reste einer Befestigungsanlage auf der Hohen Schanze, die Ruine der Burg Winzenburg auf dem Winzenberg und die Befestigungsanlage Tiebenburg auf dem Tiebenberg. Auch die Ruine der Schulenberger Kapelle, die sich nordöstlich des Alfelder Ortsteils Sack auf der Südwestflanke der benachbarten Vorberge befindet, ist sehenswert.